# 洪劍芳
洪剑芳（英語：Jian Fang Lay，1973年3月6日—），浙江温州人，澳大利亚籍女子乒乓球运动员。

## 生平
洪剑芳原本是浙江省乒乓球队成员，14岁时入选中国国家青年队，1994年因男友的原因移民至澳大利亚，并曾短暂退役一段时间。后来她开始代表澳大利亚参赛。先后参加了2000年悉尼奥运、2004年雅典奥运、2008年北京奥运、2012年伦敦奥运、2016年里约奥运和2020年东京奥运。